# Nikka Graff
Nikka Graff Lanzarone (15 tháng 3 năm 1984) là một nữ diễn viên và vũ công. Cô sinh ra ở Los Angeles, California và là con gái của nữ diễn viên Ilene Graff và cháu gái của diễn viên và đạo diễn Todd Graff. Năm 3 tuổi, Graff chuyển đến sống ở New York và trở thành một vũ công.

## Những phim tham gia
Broadway
- Chicago (2011)
- Phụ nữ trên bờ vực của suy nhược thần kinh (2010)

Off-Broadway
- Hello Again (2011)
- Seussical The musical (2011)